# Russische militaire begraafplaats in Meißen
De Russische militaire begraafplaats in Meißen is een militaire begraafplaats in Saksen, Duitsland. Op de begraafplaats liggen omgekomen Russische militairen uit de Tweede Wereldoorlog.

## Begraafplaats
Op de begraafplaats liggen vermoorde dwangarbeiders en krijgsgevangenen uit de Sovjet-Unie. Daarnaast liggen er ook enkele militairen begraven die tijdens de strijd zijn omgekomen. Het exacte aantal is onbekend.